# Styrelseordförande
Styrelseordförande är en post som innehas av en person som ingår i en styrelse. Personen som sitter som denna post har till uppgift att under styrelsemöten fördela ordet, sammanfatta konkreta förslag som framläggs i diskussioner samt lägga fram dessa för omröstning.
Posten har mycket olika betydelse i olika länder. I Sverige har styrelsens ordförande begränsat inflytande över verksamheten, medan en styrelseordförande i till exempel USA och delar av Asien har mycket stort inflytande i en lång rad frågor.